# Pescenije Niger
Gaius Pescennius Niger (* najvjerojatnije oko 135/140, u Aquinumu; † travanj 194. u blizini Antiocheia) rimski uzrupator od sredine travnja 193. do pogubne bitke krajem ožujka 194.